# Stunt

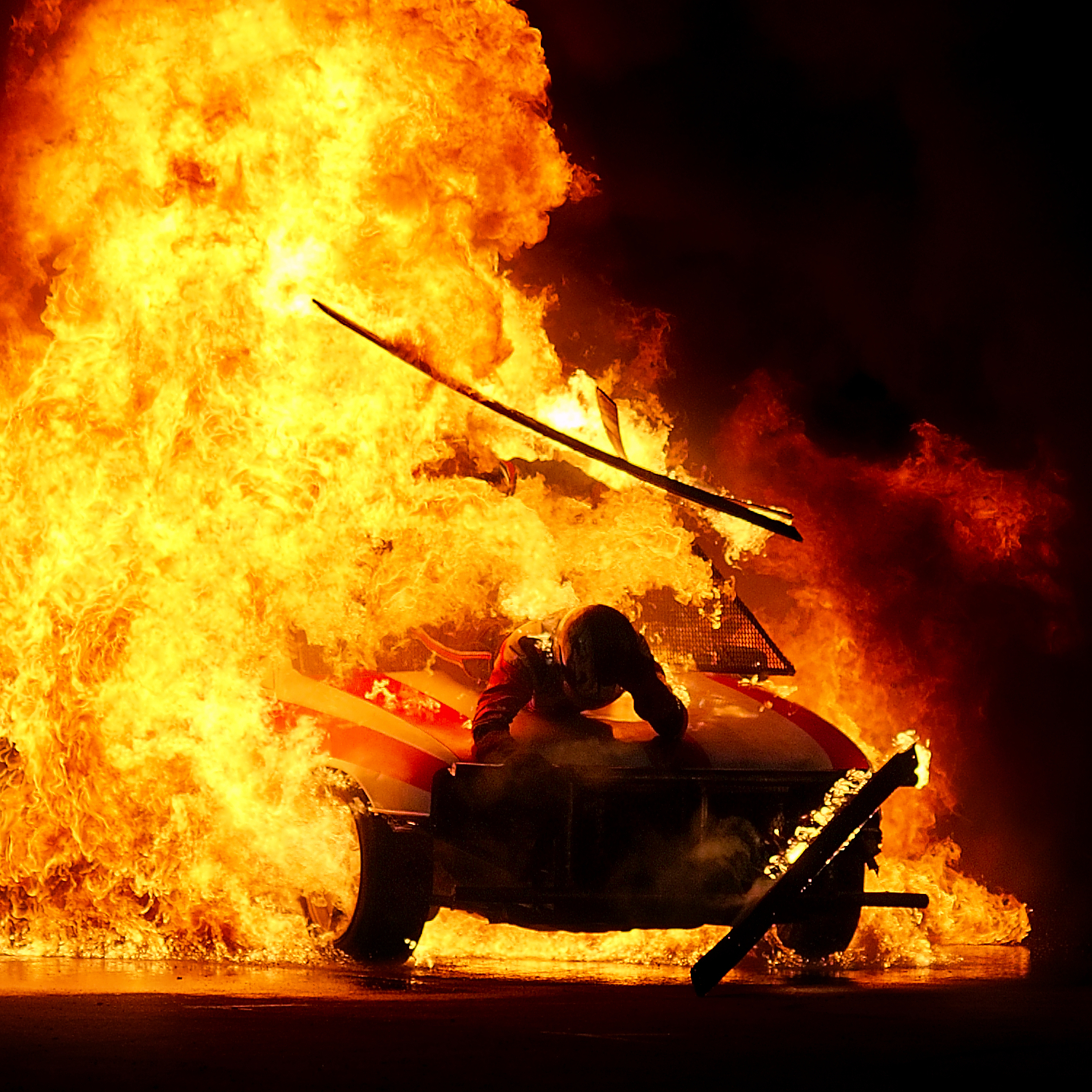
Stunt met pyrotechniek

Een stunt is een ongewone en moeilijke fysieke prestatie of een handeling die een speciale vaardigheid vereist, uitgeoefend voor artistieke doelen op televisie, theater of cinema. Stunts vormen een belangrijk deel binnen actiefilms. Bij de productie van films hoort dit bij het departement van de special effects.
Voordat de computer werd gebruikt om visual effects te creëren waren speciale effecten gelimiteerd tot het gebruik van modellen, valse perspectieven en andere speciale in-camera effecten, behalve wanneer er iemand bereid is van paarden te vallen, te springen uit een auto of te ontsnappen uit een brand: de stuntman.
Deze stunts worden door een stuntman uitgevoerd omdat ze te gevaarlijk zijn voor de acteurs zelf. De stuntman heeft bescherming aan voor de gevaarlijkste stunts, om letsels te voorkomen. Om het realistischer te laten lijken doet de stuntman dezelfde kleding en make-up als de acteur. De stunts zelf kunnen zo van een afstandje gefilmd worden zonder dat de kijker het doorheeft dat het niet om de acteur zelf gaat, maar om de stuntman. Er worden ook close-ups gemaakt van de acteurs om de illusie compleet te maken.